# Liste von Terroranschlägen im Jahr 1978
Die Liste von Terroranschlägen im Jahr 1978 enthält eine unvollständige Auswahl von Terroranschlägen, die im Jahr 1978 passierten. Attentate werden gesondert in der Liste bekannter Attentate behandelt. Die Liste von Sprengstoffanschlägen listet auch nichtterroristische Anschläge. Die Liste von Flugzeugentführungen enthält eine Liste mit meist terroristischem Hintergrund. Im Artikel Rechtsterrorismus werden weitere terroristische Anschläge aufgezählt.

## Erläuterung
In der Spalte Politische Ausrichtung ist die politische bzw. weltanschauliche Einordnung der Täter angegeben: faschistisch, rassistisch, nationalistisch, nationalsozialistisch, sozialistisch, kommunistisch, antiimperialistisch, islamistisch (schiitisch, sunnitisch, deobandisch, salafistisch, wahhabitisch), hinduistisch. Bei vorrangig auf staatliche Unabhängigkeit oder Autonomie zielender Ausrichtung ist autonomistisch vorangestellt, gefolgt von der Region oder der Volksgruppe und ggf. weiteren Merkmalen der Täter: armenisch, irisch (katholisch), kurdisch, tirolisch, tschetschenisch, dagestanisch, punjabisch (sikhistisch), palästinensisch.
Die Opferzahlen der Anschläge werden farbig dargestellt:

Die Zahl bei den Anschlägen getöteter/verletzter Täter ist in Klammern ( ) gesetzt.

## Januar
| Datum/Beginn    | Betroffenes Land | Anschlag               | Täter                                      | Politische Ausrichtung | Mittel         | Ziel           | Tote | Verletzte | Hintergrund   |
| --------------- | ---------------- | ---------------------- | ------------------------------------------ | ---------------------- | -------------- | -------------- | ---- | --------- | ------------- |
| 07. Januar 1978 | Italien          | Anschlag in Rom        | Nuclei Armati di Contropotere Territoriale |                        | Schusswaffe(n) | MSI-Mitglieder | 2    | 1         |               |
| 19. Januar 1978 | Philippinen      | Anschlag in Davao City |                                            |                        | Granaten       | Universität    | 2    | 36        | Moro-Konflikt |

## Februar
| Datum/Beginn     | Betroffenes Land       | Anschlag                 | Täter                        | Politische Ausrichtung                                                           | Mittel                                                             | Ziel                                 | Tote | Verletzte | Hintergrund                           |
| ---------------- | ---------------------- | ------------------------ | ---------------------------- | -------------------------------------------------------------------------------- | ------------------------------------------------------------------ | ------------------------------------ | ---- | --------- | ------------------------------------- |
| 02. Februar 1978 | Nicaragua              | Anschlag in Granada      | FSLN                         | nationalistisch, demokratisch-sozialistisch, christlich-links, linkspopulistisch | Automatische Schusswaffe(n), Gewehr(e), Granatwerfer, Panzerfäuste | Dörfer                               | 14   | 24        | Nicaraguanische Revolution            |
| 04. Februar 1978 | Kolumbien              | Anschlag in Campo Capote | FARC                         | marxistisch-leninistisch                                                         |                                                                    | Leutnant, Soldaten                   | 10   |           | Bewaffneter Konflikt in Kolumbien     |
| 07. Februar 1978 | Türkei                 | Anschlag in Ankara       |                              |                                                                                  | Sprengstoff                                                        | Akademie für Technik und Architektur | 0    | 22        |                                       |
| 13. Februar 1978 | Australien             | Anschlag in Sydney       |                              |                                                                                  | Sprengsatz                                                         | Hotel                                | 3    | 11        |                                       |
| 14. Februar 1978 | Israel                 | Anschlag in Jerusalem    | Palästinensische Extremisten |                                                                                  | Sprengstoff                                                        | Bus                                  | 2    | 43        | Israelisch-Palästinensischer Konflikt |
| 17. Februar 1978 | Vereinigtes Königreich | Anschlag in County Down  | PIRA                         | autonomistisch, irisch-katholisch                                                | Brandwaffe                                                         | Restaurant                           | 12   | 30        | Nordirlandkonflikt                    |
| 18. Februar 1978 | Zypern                 | Anschlag in Nikosia      |                              |                                                                                  | Schusswaffe(n), Geiselnahme                                        |                                      | 1    | 20        |                                       |

## März
| Datum/Beginn  | Betroffenes Land | Anschlag               | Täter         | Politische Ausrichtung                                             | Mittel                                      | Ziel          | Tote    | Verletzte | Hintergrund                           |
| ------------- | ---------------- | ---------------------- | ------------- | ------------------------------------------------------------------ | ------------------------------------------- | ------------- | ------- | --------- | ------------------------------------- |
| 11. März 1978 | Israel           | Küstenstraßen-Anschlag | Fatah         | autonomistisch, palästinensisch-nationalistisch                    | Schusswaffen, Handgranaten                  |               | 39 (+9) | 71        | Israelisch-Palästinensischer Konflikt |
| 16. März 1978 | Türkei           | Anschlag in Istanbul   |               |                                                                    | Sprengstoff                                 | Universität   | 6       | 44        |                                       |
| 17. März 1978 | Spanien          | Anschlag in Bilbao     | ETA           | autonomistisch, baskisch-nationalistisch, marxistisch-leninistisch | Sprengstoff                                 | Kernkraftwerk | 4       | 24        | Baskischer Konflikt                   |
| 26. März 1978 | Japan            | Anschlag in Narita     | Demonstranten |                                                                    | Molotowcocktail, Steine, Hämmer, Stahlrohre | Flughafen     |         | 50        |                                       |

## April
| Datum/Beginn   | Betroffenes Land | Anschlag                   | Täter | Politische Ausrichtung         | Mittel                    | Ziel                | Tote | Verletzte | Hintergrund   |
| -------------- | ---------------- | -------------------------- | ----- | ------------------------------ | ------------------------- | ------------------- | ---- | --------- | ------------- |
| 12. April 1978 | Türkei           | Anschlag in Ankara         |       |                                | Sprengstoff               | Technische Akademie | 0    | 20        |               |
| 13. April 1978 | Philippinen      | Anschlag in Upi            | MNLF  | autonomistisch, föderalistisch | Automatische Schusswaffen | Bus                 | 43   |           | Moro-Konflikt |
| 19. April 1978 | Philippinen      | Anschlag in Isabela City   |       |                                | Granatwerfer              | Markt               | 2    | 52        | Moro-Konflikt |
| 20. April 1978 | Philippinen      | Anschlag in Zamboanga City | MNLF  | autonomistisch, föderalistisch | Granate                   | Theater             | 2    | 46        | Moro-Konflikt |

## Mai
| Datum/Beginn | Betroffenes Land | Anschlag          | Täter         | Politische Ausrichtung | Mittel       | Ziel           | Tote   | Verletzte | Hintergrund                           |
| ------------ | ---------------- | ----------------- | ------------- | ---------------------- | ------------ | -------------- | ------ | --------- | ------------------------------------- |
| 20. Mai 1978 | Frankreich       | Anschlag in Paris | Palästinenser |                        | Schusswaffen | Flughafen Orly | 5 (+3) | 3         | Israelisch-Palästinensischer Konflikt |

## Juni
| Datum/Beginn  | Betroffenes Land | Anschlag                       | Täter                                | Politische Ausrichtung                          | Mittel         | Ziel                               | Tote | Verletzte | Hintergrund                           |
| ------------- | ---------------- | ------------------------------ | ------------------------------------ | ----------------------------------------------- | -------------- | ---------------------------------- | ---- | --------- | ------------------------------------- |
| 02. Juni 1978 | Israel           | Anschlag in Jerusalem          | Fatah                                | autonomistisch, palästinensisch-nationalistisch | Sprengstoff    |                                    | 6    | 20        | Israelisch-Palästinensischer Konflikt |
| 07. Juni 1978 | Rhodesien        | Anschlag in Matabeleland South | Zimbabwe People’s Revolutionary Army | marxistisch-leninistisch                        | Schusswaffe(n) | Missionare, Missionarsschülerinnen | 2    | 2         | Rhodesien-Krieg                       |
| 23. Juni 1978 | Rhodesien        | Anschlag in Vumba Mountains    |                                      |                                                 |                | Britische Missionare               | 12   | 0         | Rhodesien-Krieg                       |
| 27. Juni 1978 | Rhodesien        | Anschlag in Vumba Mountains    |                                      |                                                 | Schusswaffe(n) | Missionare                         | 2    | 0         | Rhodesien-Krieg                       |

## August
| Datum/Beginn    | Betroffenes Land       | Anschlag                   | Täter             | Politische Ausrichtung                                                           | Mittel                      | Ziel                        | Tote | Verletzte | Hintergrund                                                      |
| --------------- | ---------------------- | -------------------------- | ----------------- | -------------------------------------------------------------------------------- | --------------------------- | --------------------------- | ---- | --------- | ---------------------------------------------------------------- |
| 03. August 1978 | Israel                 | Anschlag in Tel Aviv-Jaffa |                   |                                                                                  | Sprengstoff                 | Markt                       | 1    | 49        | Israelisch-Palästinensischer Konflikt                            |
| 12. August 1978 | Iran                   | Anschlag in Teheran        |                   |                                                                                  | Sprengstoff                 | Restaurant                  | 1    | 45        |                                                                  |
| 13. August 1978 | Libanon                | Anschlag in Beirut         | PFLP-GC           | autonomistisch-palästinensisch                                                   | Sprengsatz                  | Bürogebäude                 | 175  | 80        | Libanesischer Bürgerkrieg, Israelisch-Palästinensischer Konflikt |
| 14. August 1978 | Kolumbien              | Anschlag in Cimitarra      | FARC              | marxistisch-leninistisch                                                         | Schusswaffe(n)              | Arbeiter                    | 12   | 0         | Bewaffneter Konflikt in Kolumbien                                |
| 19. August 1978 | Iran                   | Anschlag in Abadan         | Volksmodschahedin | islamisch-marxistisch, nationalistisch                                           | Brandstiftung               | Gebäude                     | 422  |           |                                                                  |
| 19. August 1978 | Nicaragua              | Anschlag in Managua        | FSLN              | nationalistisch, demokratisch-sozialistisch, christlich-links, linkspopulistisch | Schusswaffe(n)              |                             | 2    | 2         | Nicaraguanische Revolution                                       |
| 19. August 1978 | Kolumbien              | Anschlag in Boyacá         | FARC              | marxistisch-leninistisch                                                         | Schusswaffe(n)              |                             | 6    |           | Bewaffneter Konflikt in Kolumbien                                |
| 20. August 1978 | Vereinigtes Königreich | Anschlag in London         | PFLP              | autonomistisch-palästinensisch                                                   | Automatische Schusswaffe(n) | El-Al-Crewmitglieder in Bus | 2    | 9         | Israelisch-Palästinensischer Konflikt                            |

## September
| Datum/Beginn       | Betroffenes Land | Anschlag              | Täter                                | Politische Ausrichtung   | Mittel                                      | Ziel                 | Tote | Verletzte | Hintergrund     |
| ------------------ | ---------------- | --------------------- | ------------------------------------ | ------------------------ | ------------------------------------------- | -------------------- | ---- | --------- | --------------- |
| 03. September 1978 | Rhodesien        | Air-Rhodesia-Flug 825 | Zimbabwe People’s Revolutionary Army | marxistisch-leninistisch | Flugabwehrrakete, Automatische Schusswaffen | Flugzeug, Passagiere | 48   | 8         | Rhodesien-Krieg |

## Oktober
| Datum/Beginn     | Betroffenes Land       | Anschlag                | Täter | Politische Ausrichtung                                                                  | Mittel                      | Ziel              | Tote | Verletzte | Hintergrund              |
| ---------------- | ---------------------- | ----------------------- | ----- | --------------------------------------------------------------------------------------- | --------------------------- | ----------------- | ---- | --------- | ------------------------ |
| 23. Oktober 1978 | Vereinigtes Königreich | Anschlag in Crossmaglen | IRA   | autonomistisch, irisch-republikanisch, katholisch                                       | Sprengstoff                 | Militärpatrouille | 0    | 13        | Nordirlandkonflikt       |
| 26. Oktober 1978 | Äthiopien              | Anschlag in Asmara      | ELF   | autonomistisch, eritreisch-nationalistisch, marxistisch-leninistisch, sozialkonservativ | Automatische Schusswaffe(n) | Militärstützpunkt | 25   |           | Äthiopischer Bürgerkrieg |

## November
| Datum/Beginn      | Betroffenes Land                  | Anschlag                   | Täter | Politische Ausrichtung                                                           | Mittel       | Ziel           | Tote    | Verletzte | Hintergrund                           |
| ----------------- | --------------------------------- | -------------------------- | ----- | -------------------------------------------------------------------------------- | ------------ | -------------- | ------- | --------- | ------------------------------------- |
| November 1978     | Angola                            | Anschlag in Huambo         | UNITA | konservativ, angolanisch-nationalistisch, christlich-demokratisch, maoistisch    | Sprengstoff  | Markt          | 0       | 24        | Bürgerkrieg in Angola                 |
| 19. November 1978 | Palästinensische Autonomiegebiete | Anschlag in Mitzpe Jericho | PLO   | autonomistisch, palästinensisch-nationalistisch                                  | Sprengstoff  | Bus            | 4       | 37        | Israelisch-Palästinensischer Konflikt |
| 30. November 1978 | Nicaragua                         | Anschlag in León           | FSLN  | nationalistisch, demokratisch-sozialistisch, christlich-links, linkspopulistisch | Schusswaffen | Militäreinheit | 30 (+4) | 20        | Nicaraguanische Revolution            |

## Dezember
| Datum/Beginn      | Betroffenes Land       | Anschlag               | Täter                        | Politische Ausrichtung                            | Mittel      | Ziel            | Tote | Verletzte | Hintergrund                           |
| ----------------- | ---------------------- | ---------------------- | ---------------------------- | ------------------------------------------------- | ----------- | --------------- | ---- | --------- | ------------------------------------- |
| 17. Dezember 1978 | Israel                 | Anschlag in Jerusalem  | Palästinensische Extremisten |                                                   | Sprengstoff | Bus             | 0    | 22        | Israelisch-Palästinensischer Konflikt |
| 17. Dezember 1978 | Vereinigtes Königreich | Anschlag in Bristol    | IRA                          | autonomistisch, irisch-republikanisch, katholisch | Sprengstoff | Einkaufszentrum | 0    | 11        | Nordirlandkonflikt                    |
| 30. Dezember 1978 | Namibia                | Anschlag in Swakopmund | SWAPO                        | marxistisch-leninistisch                          | Sprengstoff | Café            | 0    | 60        | Namibischer Befreiungskampf           |